# Suiza en los Juegos Olímpicos de Sochi 2014
Suiza estuvo representada en los Juegos Olímpicos de Sochi 2014 por un total de 163 deportistas que compitieron en 12 deportes. Responsable del equipo olímpico fue la Asociación Olímpica Suiza, así como las federaciones deportivas nacionales de cada deporte con participación.
El portador de la bandera en la ceremonia de apertura fue el saltador en esquí Simon Ammann.

## Medallistas
El equipo olímpico suizo obtuvo las siguientes medallas:
| Nombre                  | Deporte            | Competición                |
| ----------------------- | ------------------ | -------------------------- |
| Oro                     |                    |                            |
| Beat Hefti Alex Baumann | Bobsleigh          | Doble M                    |
| Sandro Viletta          | Esquí alpino       | Supercombinada M           |
| Dominique Gisin         | Esquí alpino       | Descenso F                 |
| Dario Cologna           | Esquí de fondo     | 15 km M                    |
| Dario Cologna           | Esquí de fondo     | 30 km M                    |
| Iouri Podladtchikov     | Snowboard          | Halfpipe M                 |
| Patrizia Kummer         | Snowboard          | Eslalon gigante paralelo F |
| Plata                   |                    |                            |
| Selina Gasparin         | Biatlón            | 15 km F                    |
| Nevin Galmarini         | Snowboard          | Eslalon gigante paralelo M |
| Bronce                  |                    |                            |
| Lara Gut                | Esquí alpino       | Descenso F                 |
| Equipo                  | Hockey sobre hielo | Torneo F                   |